# 蒂姆·肖
蒂莫西·安德鲁·肖（英語：Timothy Andrew Shaw，1957年11月8日—），美国男子游泳、水球运动员。他曾代表美国参加1976年和1984年夏季奥林匹克运动会，获得二枚银牌，其中一枚来自游泳，另一枚来自水球。